# Echmarcach mac Ragnaill
Echmarcach mac Ragnaill (m. 1065) fue un caudillo hiberno-nórdico, Señor de las Islas y monarca vikingo del reino de Dublín y gran parte de Galloway. Según Seán Duffy era nieto o bisnieto de Ivar de Waterford. Benjamin Hudson, no obstante, vincula a Echmarcach como nieto de Gofraid mac Arailt de Mann. De todas forma ambas opiniones son conjeturas ya que no ha sobrevivido mucho registro histórico y por lo tanto existe poca información.
La vida de Echmarcach estuvo marcada de triunfos y derrotas. En 1036 logró el trono de Dublín con ayuda de Donnchad mac Briain, rey de Munster, posiblemente su cuñado, pues Echmarcach casó a su hermana Cacht ingen Ragnaill con Donnchad en 1032; así como el apoyo de Donnchad mac Gilla Pátraic, rey de Osraige y Leinster, posible primo hermano. Fue expulsado por Ivar III Haraldsson (Imar mac Arailt) en 1038, pero recuperó el poder en 1046 cuando ya era soberano absoluto de todas las islas del mar de Irlanda: Man, las Hébridas y por lo menos Rhins of Galloway. Echmarcach volvió a ser expulsado de Dublín en 1052 y de la Isla de Man en 1061 por Murchad mac Diarmata. Clare Downham sugiere que Echmarcach fue rival de Suibne mac Cináeda, anterior monarca de Rhinns.

Presunta descendencia de Ragnaill. Pedigree 1 corresponde a los descendientes directos de Echmarcach. Pedigree 2 corresponde a una posible hermana (Cacht ingen Ragnaill). Ambos cuadros vinculan a los hiberno-nórdicos con la dinastía Uí Briain. Los Pedigrees 3-5 corresponde a un posible hermano (Amlaíb), y dos sobrinos (Gofraid y Sitric), y probablemente otros hijos o sobrinos (muertos en 1087).

Es bastante probable que Echmarcach sea Iehmarc, uno de los tres reyes del noroeste (otro era Malcolm II de Escocia), quien según la crónica anglosajona era vasallo de Canuto el Grande, rey vikingo de Dinamarca e Inglaterra.
Heimskringla menciona que Echmarcach devastó Bretland (Gales) con ayuda de su amigo y guerrero vikingo Guttorm Gunnhildsson. Sin embargo, comenzaron las desavenencias por el reparto del botín y se enfrentaron en batalla naval en el estrecho de Menai. Guttorm ganó la batalla tras orar a Olaf II el Santo y Echmarcach presuntamente murió en combate.